# 459年
| 千纪： | 1千纪                                                                                           |
| 世纪： | 4世纪 \| 5世纪 \| 6世纪                                                                         |
| 年代： | 420年代 \| 430年代 \| 440年代 \| 450年代 \| 460年代 \| 470年代 \| 480年代                       |
| 年份： | 454年 \| 455年 \| 456年 \| 457年 \| 458年 \| 459年 \| 460年 \| 461年 \| 462年 \| 463年 \| 464年 |
| 纪年： | 己亥年（猪年）；北魏太安五年；南朝宋大明三年；高昌北凉承平十七年                                |

## 大事记
- 宋文帝之子竟陵王劉誕在廣陵叛亂，同年被南朝宋將領沈慶之討平，是為「竟陵王之亂」。

## 逝世
- 劉誕，宋文帝劉义隆第六子，雖在劉劭及劉義宣的兩場動亂中堅定支持兄長宋孝武帝，然仍遭猜忌，最終遭宋孝武帝誅殺。